# Фехтование на летних Олимпийских играх 2020
Соревнования по фехтованию на летних Олимпийских играх 2020 года проходили с 24 июля по 1 августа 2021 года на спортивной арене Makuhari Messe. 212 спортсменов разыграли двенадцать комплектов медалей: по 6 у мужчин и женщин. С настоящих Олимпийских игр принцип ротации, применяемый международной федерацией фехтования, больше не осуществляется: медали разыгрываются во всех 12 дисциплинах фехтования.
Победителем неофициального медального зачёта в фехтовальном турнире одержала команда Олимпийского комитета России, выигравшая восемь медалей: три золотые, четыре серебряные и одну бронзовую. Вторую позицию заняли французские фехтовальщики (2-2-1), на третьем месте — сборная Республики Корея (1-1-3). Сборная Италии, являющаяся одним из мировых лидеров в данном виде спорта, впервые с 1980 года не выиграла ни одной золотой медали. Фехтовальщики из Гонконга, Эстонии и Японии одержали первые победы в фехтовании на Олимпийских играх.

## Расписание
| Дата →  | Июль 24 | Июль 25 | Июль 26 | Июль 27         | Июль 28         | Июль 29          | Июль 30         | Июль 31         | Авг 1            |
| Мужчины | Сабля   | Шпага   | Рапира  |                 | Командная сабля |                  | Командная шпага |                 | Командная рапира |
| Женщины | Шпага   | Рапира  | Сабля   | Командная шпага |                 | Командная рапира |                 | Командная сабля |                  |
| ------- | ------- | ------- | ------- | --------------- | --------------- | ---------------- | --------------- | --------------- | ---------------- |

## Медали

### Общий зачёт
(Жирным выделено самое большое количество медалей в своей категории; принимающая страна также выделена)
| Общее количество медалей |                  |        |         |        |       |
| Место                    | Страна           | Золото | Серебро | Бронза | Всего |
| 1                        | ОКР              | 3      | 4       | 1      | 8     |
| 2                        | Франция          | 2      | 2       | 1      | 5     |
| 3                        | Республика Корея | 1      | 1       | 3      | 5     |
| 4                        | Венгрия          | 1      | 1       | 1      | 3     |
| 5                        | США              | 1      | 0       | 1      | 2     |
| 5                        | Эстония          | 1      | 0       | 1      | 2     |
| 7                        | Гонконг          | 1      | 0       | 0      | 1     |
| 7                        | Китай            | 1      | 0       | 0      | 1     |
| 7                        | Япония           | 1      | 0       | 0      | 1     |
| 9                        | Италия           | 0      | 3       | 2      | 5     |
| 10                       | Румыния          | 0      | 1       | 0      | 1     |
| 12                       | Украина          | 0      | 0       | 1      | 1     |
| 12                       | Чехия            | 0      | 0       | 1      | 1     |
| Всего                    | Всего            | 12     | 12      | 12     | 36    |

### Медалисты

#### Мужчины
| Дисциплина       | Золото                                                                  | Серебро                                                                      | Бронза                                                                 |
| Шпага            | Ромен Каннон Франция                                                    | Гергей Шиклоши Венгрия                                                       | Игорь Рейзлин Украина                                                  |
| Командная шпага  | Япония · Коки Кано · Кадзуясу Минобэ · Сатору Уяма · Масару Ямада       | ОКР · Сергей Бида · Николай Глазков · Павел Сухов · Сергей Ходос             | Республика Корея · Квон Ён Джун · Ма Се Гон · Пак Сан Ён · Сон Джэ Хо  |
| Рапира           | Эдгар Чён Гонконг                                                       | Даниэле Гароццо Италия                                                       | Александр Шупенич Чехия                                                |
| Командная рапира | Франция · Эрванн Ле Пешу · Энцо Лефор · Жюльен Мертин · Максим Поти     | ОКР · Антон Бородачёв · Кирилл Бородачёв · Владислав Мыльников · Тимур Сафин | США · Рэйс Имбоден · Ник Иткин · Александр Массиалас · Герек Мейнхардт |
| Сабля            | Арон Силадьи Венгрия                                                    | Луиджи Самеле Италия                                                         | Ким Джон Хван Республика Корея                                         |
| Командная сабля  | Республика Корея · О Сан Ук · Ким Джун Хо · Ким Джон Хван · Ку Бон Гиль | Италия · Лука Куратоли · Луиджи Самеле · Энрико Берре · Альдо Монтано        | Венгрия · Арон Силадьи · Андраш Сатмари · Тамаш Дечи · Чанад Гемеши    |

#### Женщины
| Дисциплина       | Золото                                                                                 | Серебро                                                                 | Бронза                                                                          |
| Шпага            | Сунь Ивэнь Китай                                                                       | Ана Мария Попеску Румыния                                               | Катрина Лехис Эстония                                                           |
| Командная шпага  | Эстония · Юлия Беляева · Эрика Кирпу · Катарина Лехис · Ирина Эмбрих                   | Республика Корея · Кан Ён Ми · Ли Хе Ин · Сон Се Ра · Чхве Ин Джон      | Италия · Федерика Изола · Мара Наваррия · Альберта Сантуччо · Росселла Фьяминго |
| Рапира           | Ли Кифер США                                                                           | Инна Дериглазова ОКР                                                    | Лариса Коробейникова ОКР                                                        |
| Командная рапира | ОКР · Инна Дериглазова · Аделина Загидуллина · Лариса Коробейникова · Марта Мартьянова | Франция · Анита Блаз · Астрид Гюйар · Полин Ранвье · Изаора Тибюс       | Италия · Мартина Батини · Аличе Вольпи · Эрика Чипресса · Арианна Эрриго        |
| Сабля            | София Позднякова ОКР                                                                   | Софья Великая ОКР                                                       | Манон Брюне Франция                                                             |
| Командная сабля  | ОКР · Софья Великая · Ольга Никитина · София Позднякова                                | Франция · Сара Бальзер · Сесилия Бердер · Манон Брюне · Шарлотта Лембах | Республика Корея · Ким Джи Ён · Со Джи Ён · Чхве Су Ён · Юн Джи Су              |

## Место проведения
| Makuhari Messe (на переднем плане) |
| ---------------------------------- |
| Makuhari Messe (на первом плане)   |
| Вместимость: 6 000                 |